# Kenneth Peacock
Sir Kenneth Peacock, dit Kim, né en 1902 et décédé le 6 septembre 1968 à 66 ans, était un pilote automobile anglais spécialiste de courses d'endurance.

## Biographie

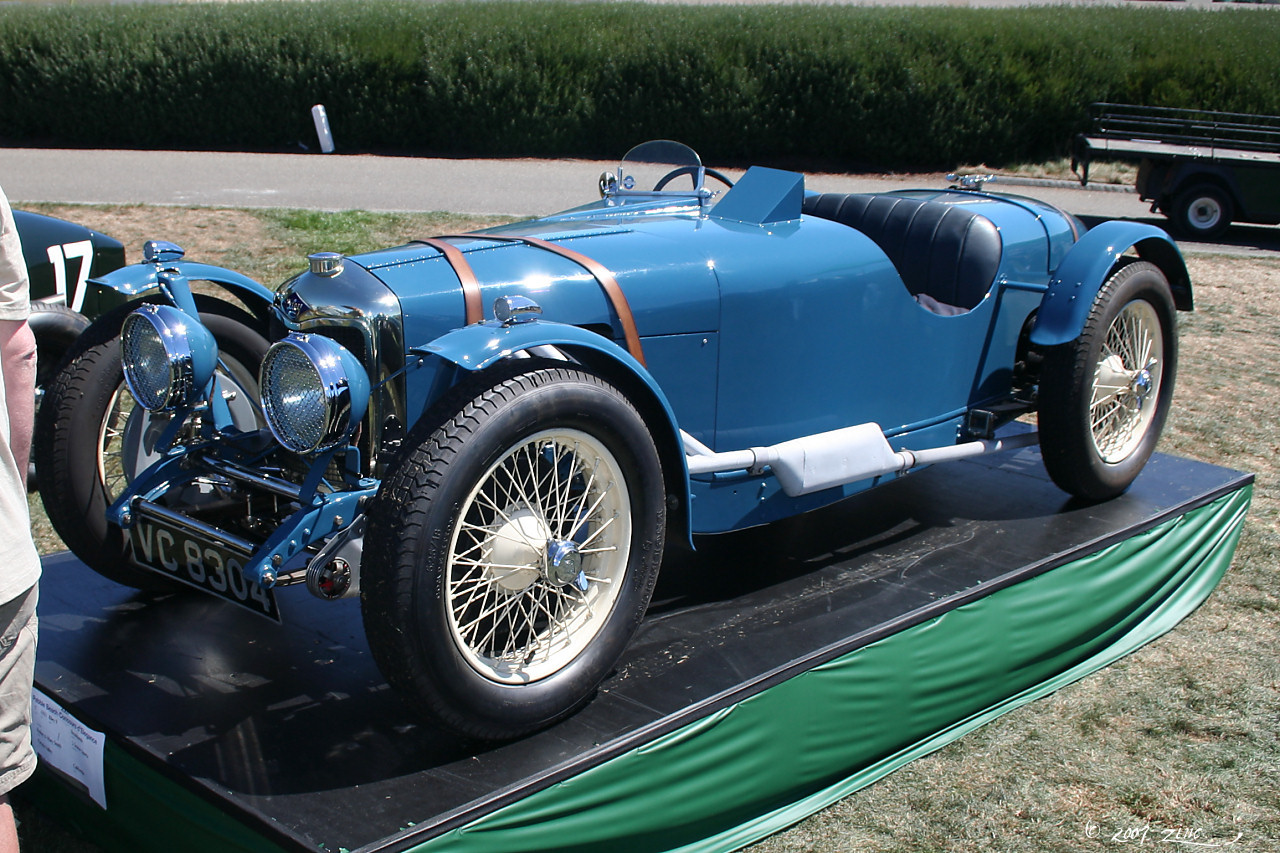
Une Riley Nine (9HP) 1.1L. "Brooklands" du début des années 1930.

Sa carrière au volant s'étala entre 1927 et 1934.
Il participa à six reprises consécutives aux 24 Heures du Mans, de 1929 à 1934, terminant deux fois dans les cinq premiers, et quatre fois dans les dix. Il obtint ses deux meilleurs classements (4e en 1933, et 5e en 1934) avec pour équipier son compatriote Alex William K. Van der Becke -dit Bill- grâce à la marque Riley (ses trois premières apparitions s'étant effectuées avec Sammy Newsome (pl) sur Lea Francis, puis Aston Martin). Toujours avec Van der Becke, Peacock remporta l'indice de performance manceau à deux reprises consécutives, avec pour modèle Riley une Nine 1.1L. 4 cylindres de type "Brooklands", officielle.